# Pelecopsis senecicola
Pelecopsis senecicola là một loài nhện trong họ Linyphiidae.
Loài này thuộc chi Pelecopsis. Pelecopsis senecicola được Herman Theodor Holm miêu tả năm 1962.